# Гали, Ахмад
Ахмад Абубакар Гали (англ. Ahmad Abubakar Ghali; род. 23 июня 2000, Кано) — нигерийский футболист, полузащитник клуба «Слован» из Либереца.

## Клубная карьера
Гали начал карьеру в клубе МФМ. Летом 2020 года он подписал контракт с словацким «Тренчином». 13 июня матче против «Погронье» он дебютировал в Фортуна лиге. В этом же поединке Ахмад забил свой первый гол за «Тренчин». Летом 2021 года Гали на правах аренды присоединился к клубу «Дубница». 14 августа в поединке против «Наместово» он дебютировал во Второй лиге Словакии.